# Fleischl Róbert
Fleischl Róbert (Pest, 1864. november 16. – Budapest, Terézváros, 1926. február 24.) zsidó származású magyar építészmérnök, a Magyar Építőművészek Szövetségének tagja.

## Pályafutása
Fleischl József kereskedő és Wohl Márta fiaként született izraelita vallású családban. A budapesti Magyar Királyi József Műegyetemen végzett, majd Alpár Ignác, Czigler Győző és Weber Antal irodájában képezte ki magát. 1891-ben önálló irodát alapított, ezt követően komoly megbízásokat kapott, többek között ő tervezte a fővárosi posta- és távíró kísérleti állomást, az Unió Biztosító Rt. székházát és az Erzsébet körút 26. szám alatti eklektikus bérházat (a korabeli Olympia mozi is itt működött, ma Hunnia mozi). A Délibáb utca 31. szám alatti földszintes épületet copf stílusban tervezte át a századfordulón, ő tervezte az 1896-os millenniumi ünnepségekre a Salgótarjáni Kőszénbánya Rt. pavilonját, továbbá a petrozsényi kaszinót. Elkészítette a kispesti Wekerletelep építésére kiírt pályázat előterjesztését, továbbá munkáslakóházainak tervei első díjat kaptak, ezek ma is állnak a telepen. Jelentős munkái között szerepel a védelem alatt álló Illatos út 2-4. szám alatti, 1909–1910-ben elkészült épületek, valamint a szekszárdi posta-, távirda- és távbeszélőhivatal és lakások 1910-es pályázatán szintén első díjat kapott. Az 1910-es évektől kezdve a jó nevű építész már nem csak pályázó, hanem zsűritag is volt a bíráló bizottságokban. Az 1920-as évek látványos dorogi építkezéseinek keretein belül a bányatulajdonos Salgótarjáni Kőszénbánya Rt. két jelentős épület tervezésével is megbízta az épülő bányaközpontban, 1926-ban készült el a bányavállalat székháza (2010-től a városi Intézmények Háza) és 1928-ban az impozáns Művelődési Ház, mindkét középület városképi jelentőségű.
Házastársa Róka Adél (1872–1953) volt, Róka Gyula és Schütt Adél lánya, akivel 1902. december 16-án Budapesten kötött házasságot. Gyermekeik Fleischl Gyula és Fleischl Etelka (1905–1973) voltak.

## Ismert épületei
- 1891: Grünhut-ház, Budapest, Ó u. 13. (elbontva)[8]
- 1892: Chorin-ház, Budapest, Sas u. 14. (Brüggemann Györggyel közös munka)[8]
- 1893–1894:[9] a Sion (Zion) Jótékonysági Egylet háza, Budapest, Erzsébet körút 26. (Brüggemann Györggyel közös munka)[8]
- 1895: az Unio Magyar Általános Gyufagyár Rt. budafoki telepének főépülete, Budapest[8]
- 1896 k.: a Salgótarjáni Kőszénbánya Rt. pavilonja a Milleniumi kiállításon, Budapest, Városliget (elbontva)[8] – Gelléri Mór Korb Flórisnak és Giergl Kálmánnak tulajdonítja az épületet[10]
- 1890-es évek vége: lakóház, Budapest, Hajós u. 24.[8]
- 1890-es évek vége: lakóház, Budapest, Délibáb u. 13.[8]
- 1901: Reichel és Heiszler cég vegyipari gépgyára, Budapest, Noszlopy u. 1.[8]
- 1909–1910:[11] iskolaépület (ma: Jaschik Álmos Művészeti Szakgimnázium) Budapest, Illatos út 2-4. (épült Bárczy István kislakás- és iskolaépítési programja keretében)[8]
- 1910 k.: Posta-, távirda- és távbeszélőhivatal és lakások, Szekszárd[8]
- 1910 k.: a Magyar Királyi Posta és Távirda kétemeletes kísérleti állomása, szakiskolával és internátussal (ma: Puskás Tivadar Távközlési és Informatikai Technikum), Budapest, Gyáli út[8] – az anyagszertár csarnokát Barát Béla és Novák Ede tervezte 1924–1925-ben[12]
- 1910 k.: Gottermayer-ház, Budapest, Királyi Pál u. 5-7.[8]
- 1914: Chorin-villa, Budapest, Mátyás király út[8]
- 1917: Fleischl-ház, Budapest, Szekszárdi út 1.[8]
- 1910: a Budapesti Lovasegylet háza, Budapest, Bulyovszky (Rippl-Rónai) u.[8]
- 1917: Szeszfőzde, Pécs, Batthyány u.[8]
- 1920-as évek: bányász lakóházak, bányairodák, kiegészítő egészségügyi és oktatási létesítmények, Salgótarján[8]
- 1920-as évek: bányász lakóházak, bányairodák, kiegészítő egészségügyi és oktatási létesítmények, Annavölgy[8]
- 1920-as évek: bányász lakóházak, bányairodák, kiegészítő egészségügyi és oktatási létesítmények, Nagymányok[8]
- 1920-as évek: bányász lakóházak, bányairodák, kiegészítő egészségügyi és oktatási létesítmények, Szászvár[8]
- 1920-as évek: bányász lakóházak, bányairodák, kiegészítő egészségügyi és oktatási létesítmények, Bánfalva[8]
- 1923–1928: Művelődési Ház, Dorog, Otthon tér 1.[13]
- 1926 k.: lakóház, Budapest, Márvány u. és Ugocsa u. sarkán (az állami lakásépítési program keretében)[8]
- 1926: Bányairoda (ma: Intézmények Háza), Dorog, Hantken Miksa u. 8.[14]
- ?: lakóház, Budapest, Hidegkúti út[8]
- ?: lakóház, Budapest, Kőris u.[8]
- ?: lakóház, Budapest, Lajos u. [8]
- ?: Kaszinó, Petrozsény[8]

### Épületek a Wekerletepen
- 1910-es évek: 250 munkáslakás, Budapest, Wekerletelep munkáslakásai (a telep koncepcióját is ő dolgozta ki, épületeket viszont más építészek is terveztek rá)[8]
- néhány beazonosított épülete:
  - 1910–1911: lakóház, Budapest, Mészáros Lőrinc u. 26.[15]
  - 1910–1911: lakóház, Budapest, 1192 Gutenberg krt. 7.[16]
  - 1911: lakóház, Budapest, Budapest, Hungária út 6.[17]
  - 1911: lakóház, Budapest, Budapest, Hungária út 7.[18]
  - 1912: Posta, Budapest, Thököly út 17.[19]

### Átalakítások
- 1901: Fleischl-villa átépítése, Budapest, Városmajor u. 26.[8]
- 1905: Chorin-ház átalakítása, Budapest, Vas u.[8]
- 1910-es évek: Leitersdorfer-ház átalakítása, Budapest, Károly körút 26.[8]
- 1913: a Centrál-kávéház átalakítása, Budapest[8]

### Síremlékek
- 1895: Goldberger Simon síremléke, Budapest, Salgótarjáni utcai zsidó temető (nyugati fal, 18.)[8]

### Meg nem valósult tervei
- 1890-es évek, Központi Vásárcsarnok, Budapest, Fővám tér (Brüggemann Györggyel közös munka)[8]
- 1890-es évek, Leánykiházasító-Egylet bérpalotája, Budapest, Teréz körút (Brüggemann Györggyel közös munka)[8]
- 1908: törvényszék és fogház, Zombor[20]
- 1910: Múzeum, Balassagyarmat[21]
- 1910: Pest Vidéki Törvényszék, Budapest[22]

## Képtár

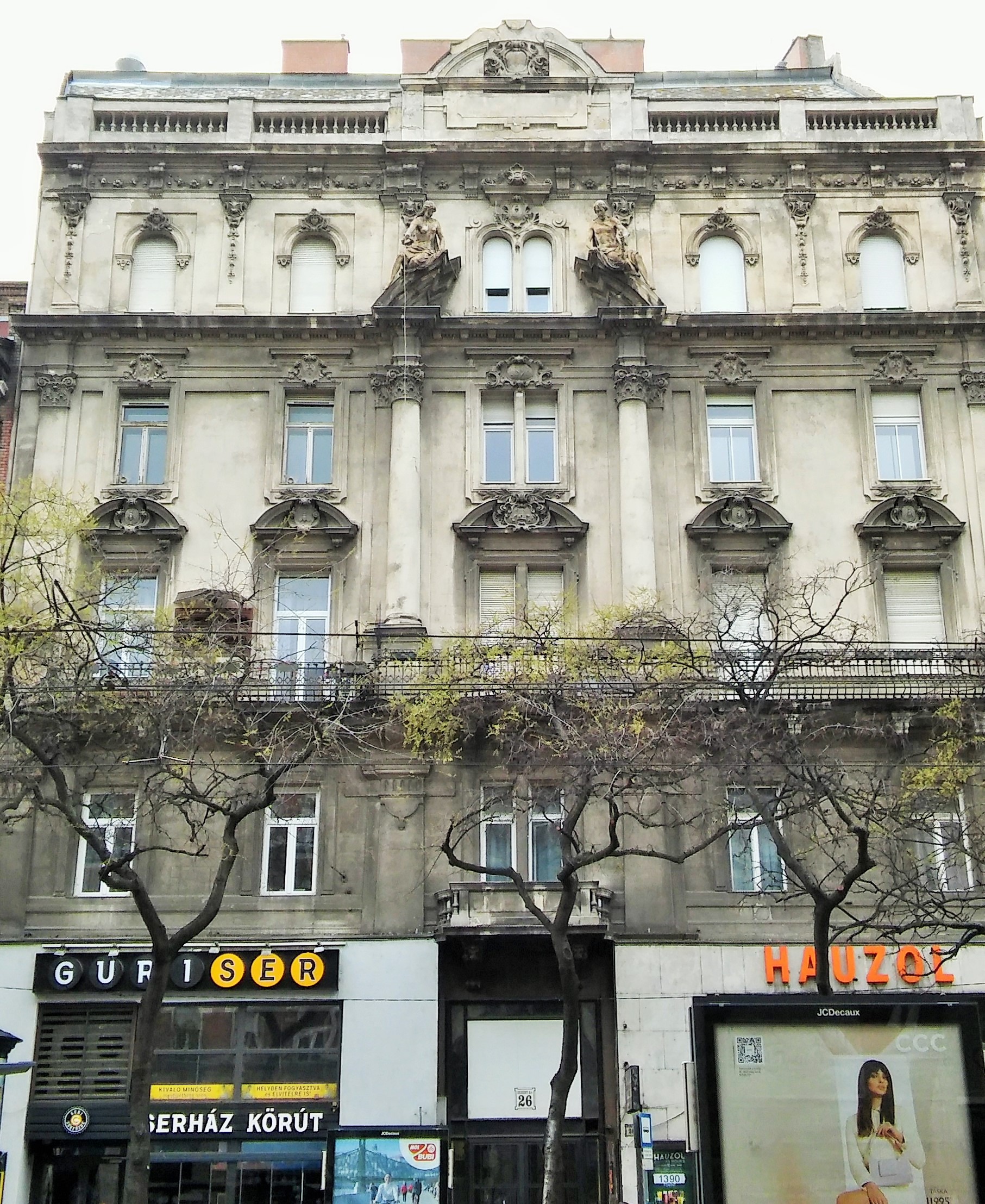
Sion Jótékonysági Egylet háza, Budapest
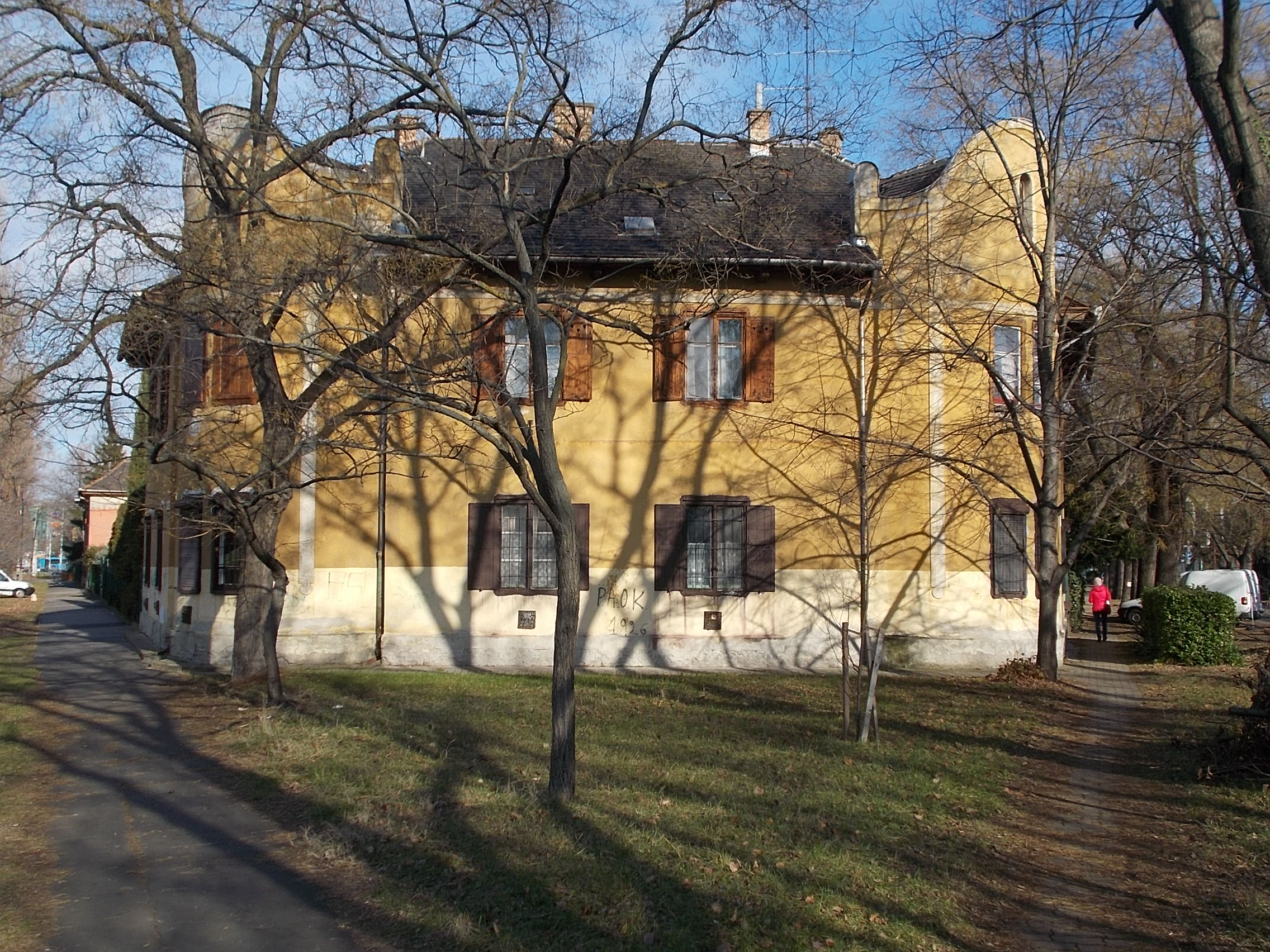
F.VIII. típusú ház, Budapest, Pannónia út 6. (Wekerletelep)
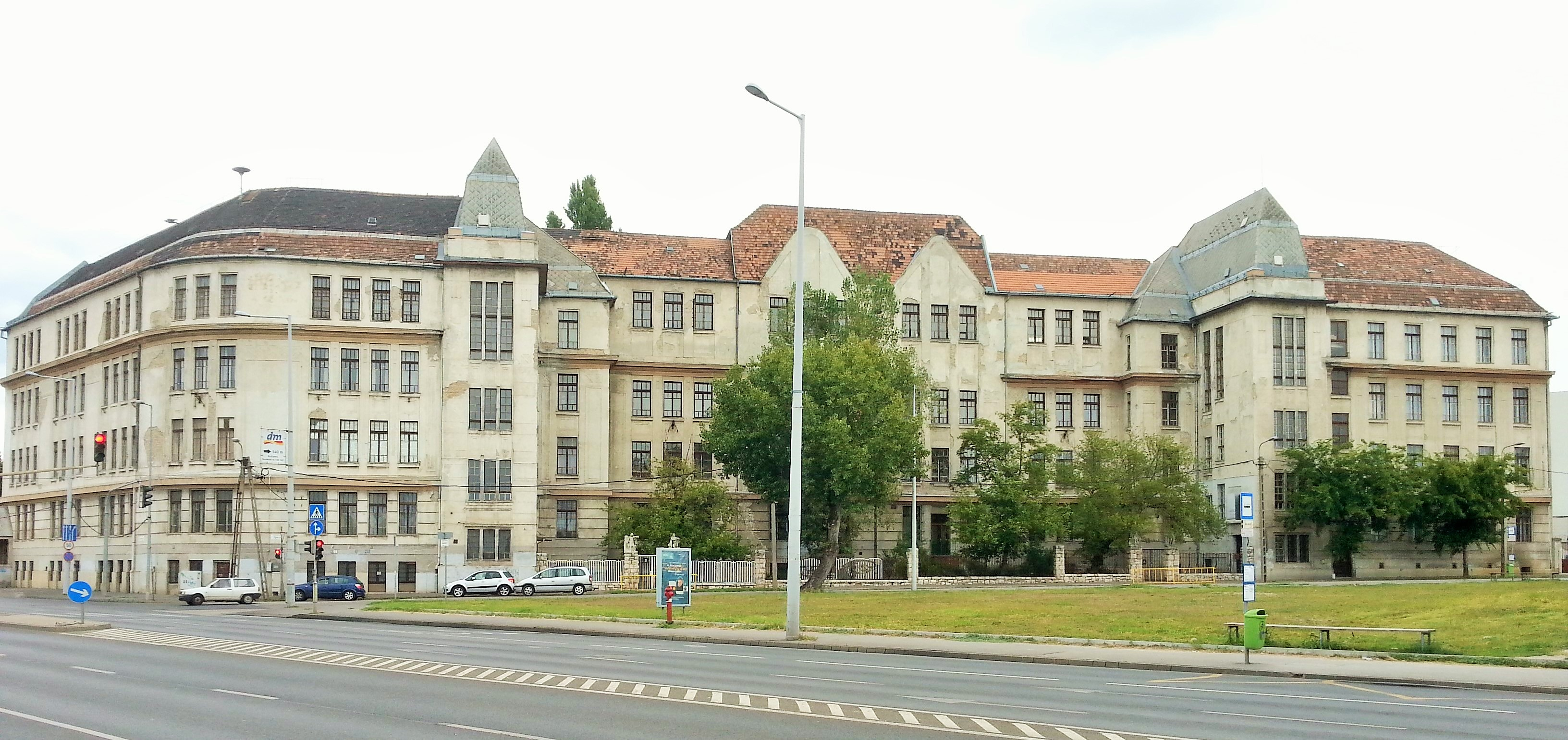
Jaschik Álmos Művészeti Szakgimnázium, Budapest
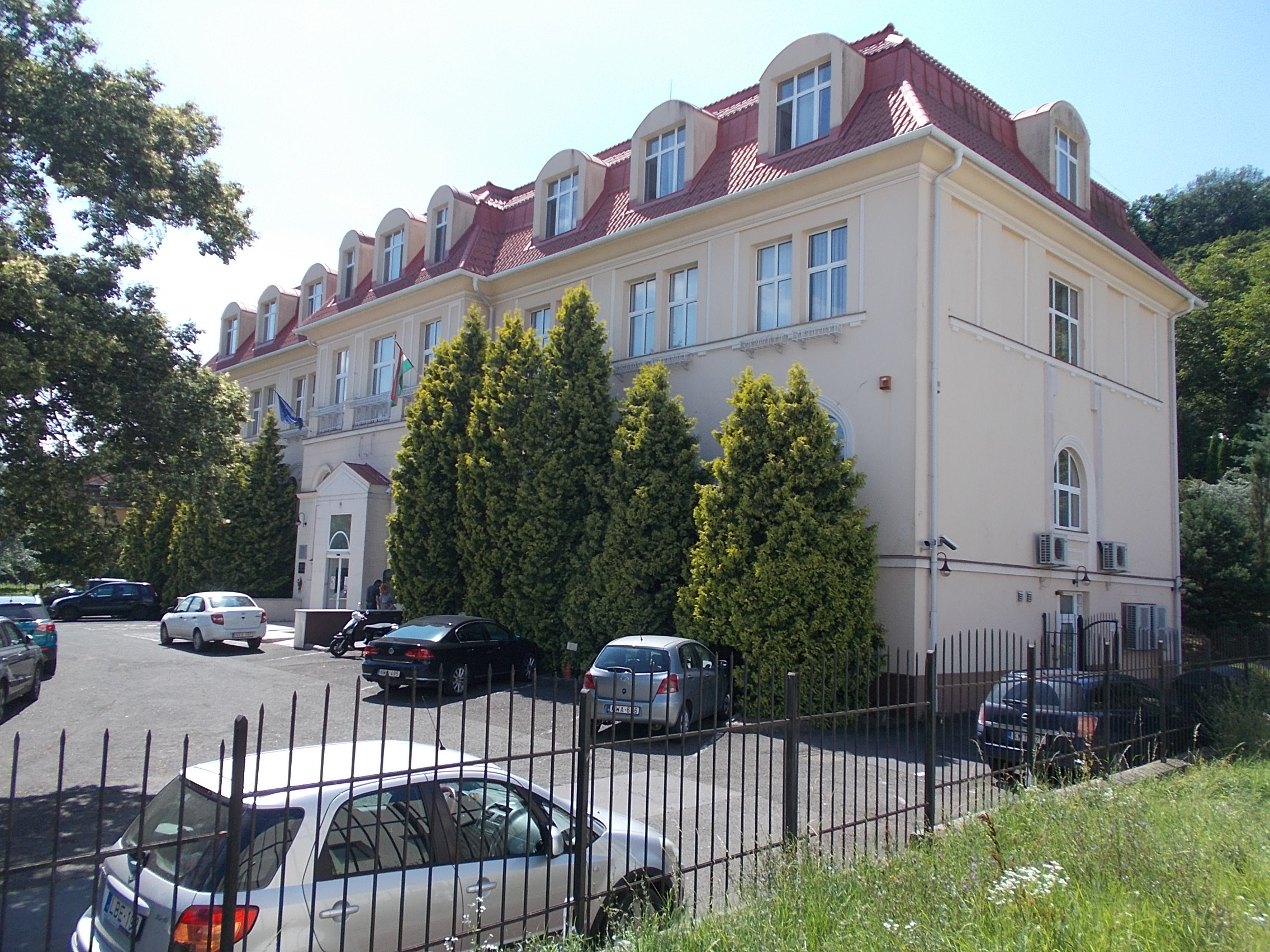
Bányaigazgatósági épület, Salgótarján
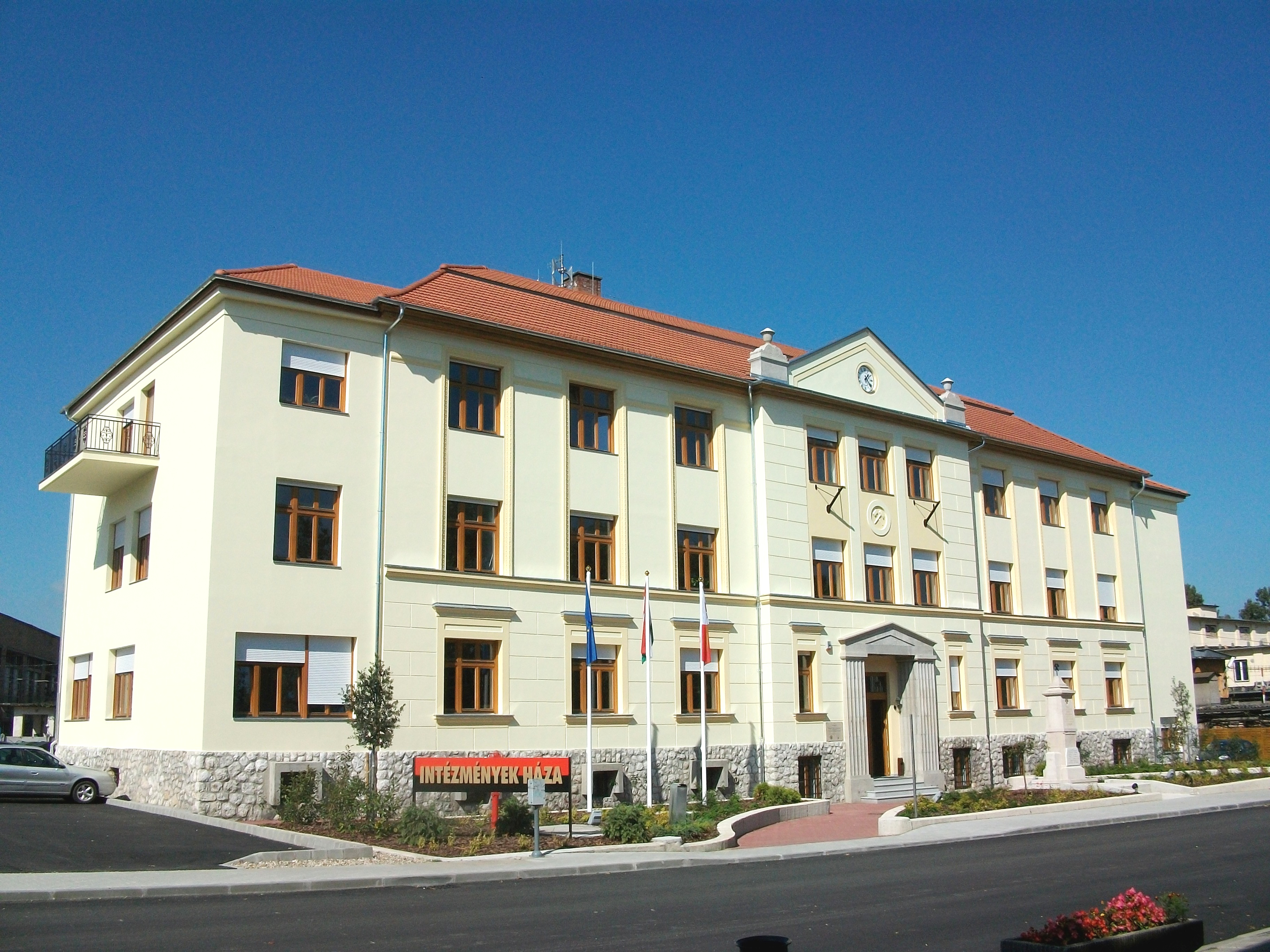
Intézmények Háza, Dorog
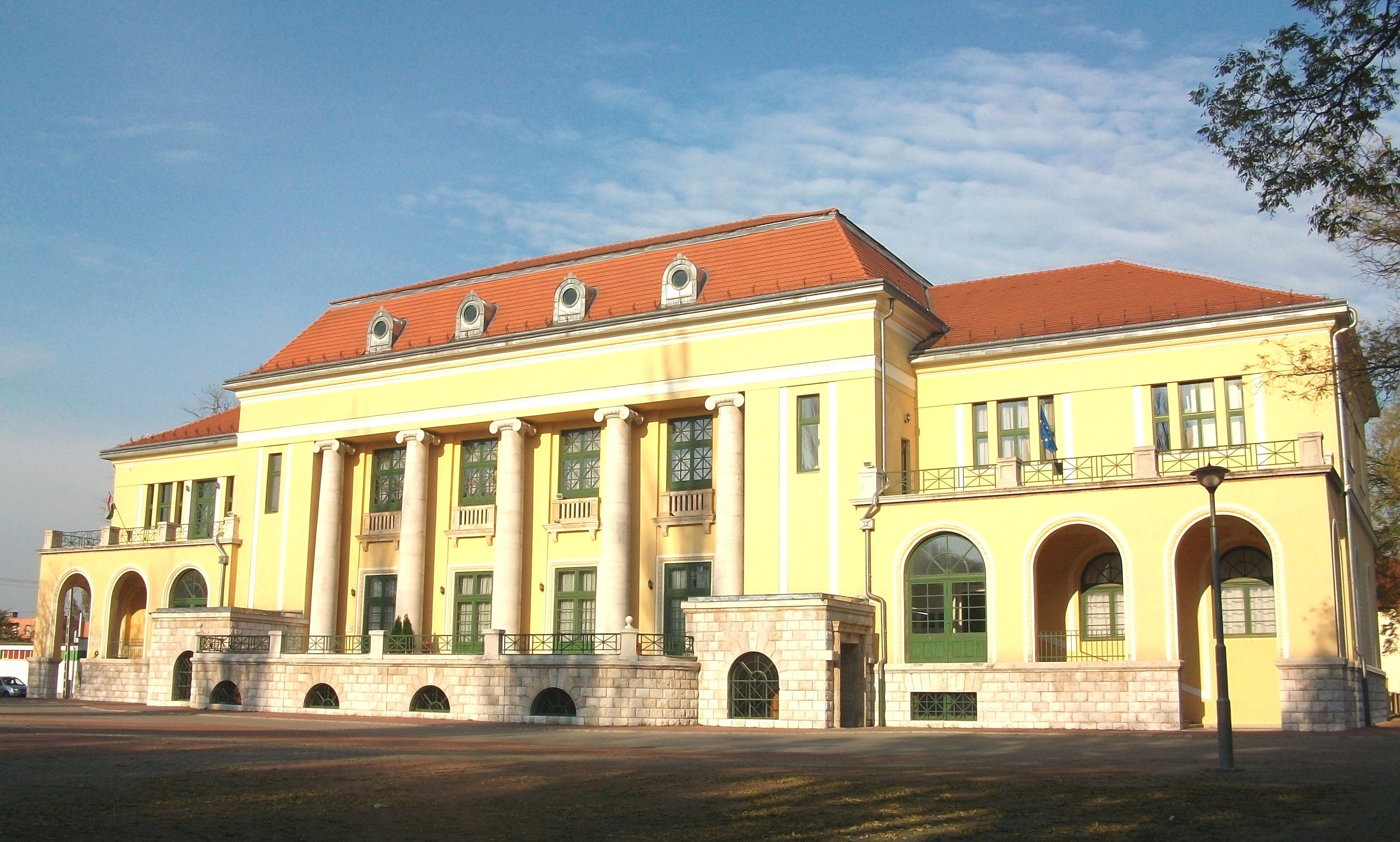
Művelődési ház, Dorog
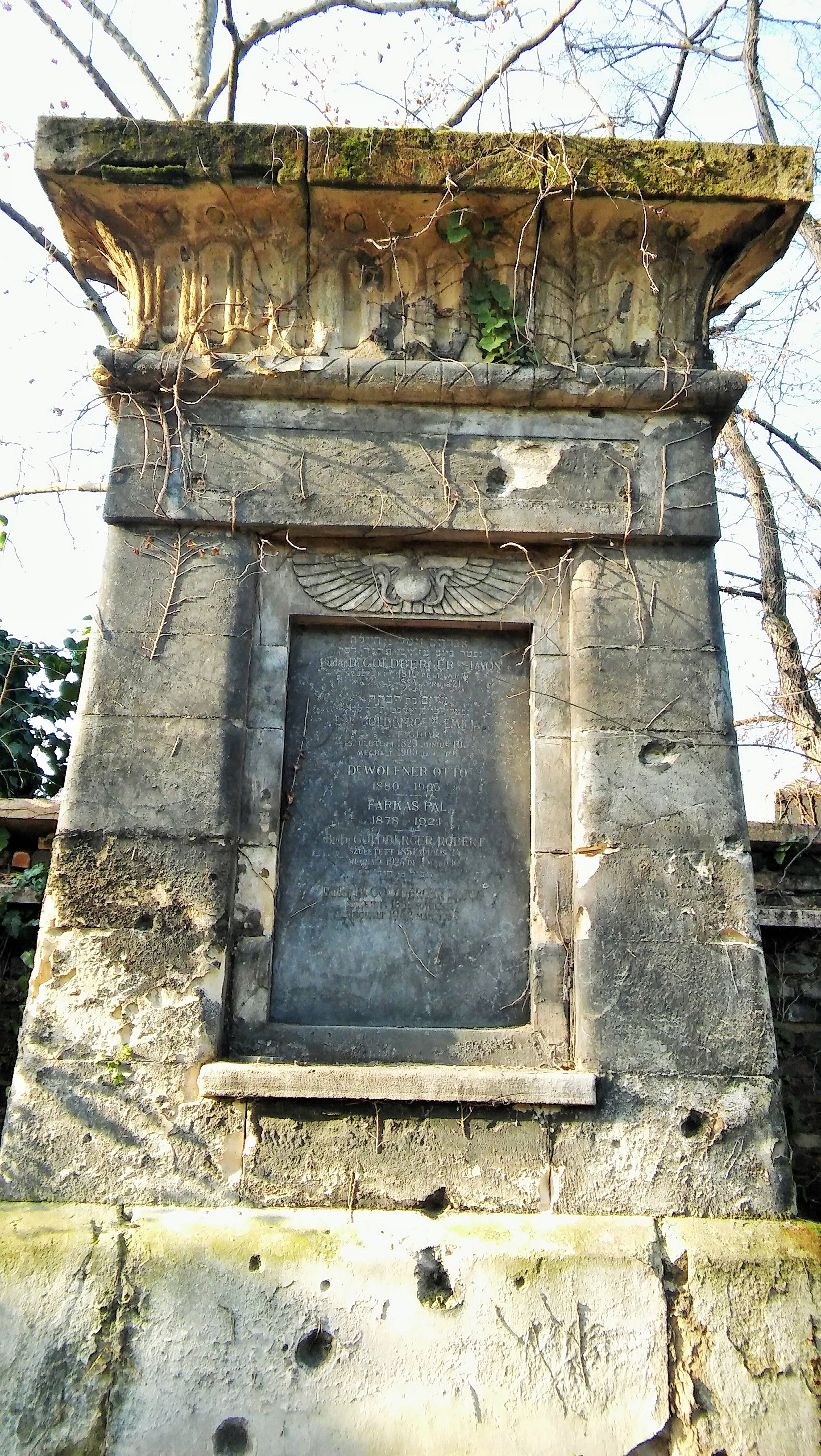
Goldberger síremlék, Budapest, Salgótarjáni utcai zsidó temető
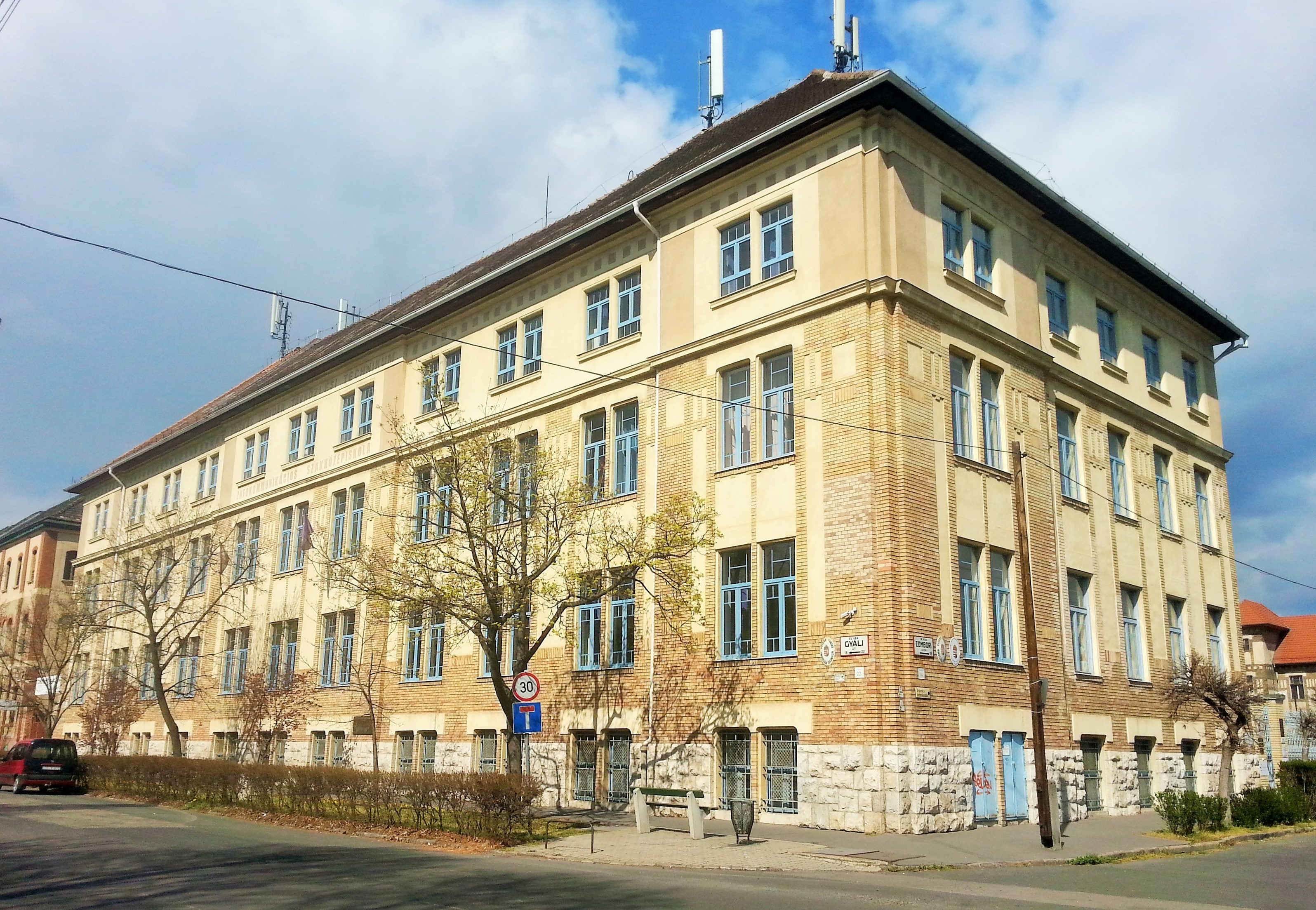
a Magyar Királyi Posta és Távirda kétemeletes kísérleti állomása, szakiskolával és internátussal (ma: Puskás Tivadar Távközlési és Informatikai Technikum), Budapest (a képen az iskola főépülete látható)
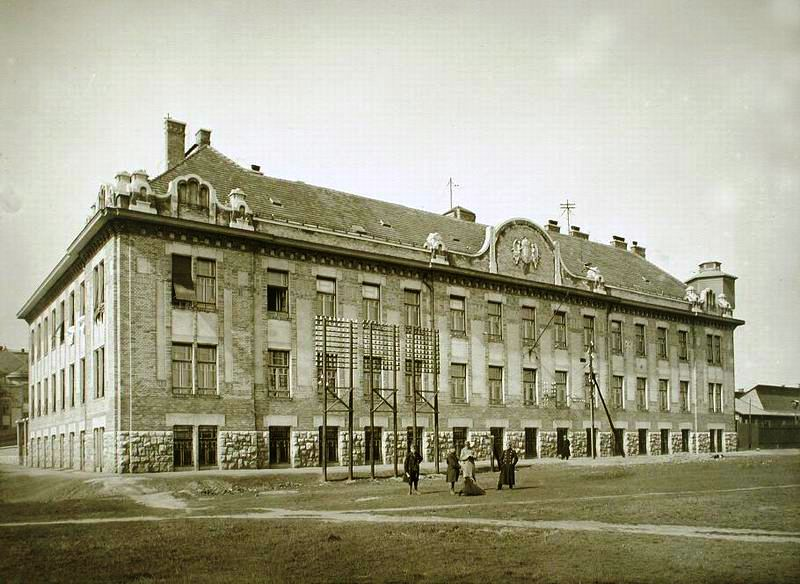
a Magyar Királyi Posta és Távirda kétemeletes kísérleti állomása, szakiskolával és internátussal (ma: Puskás Tivadar Távközlési és Informatikai Technikum), Budapest (az archív képen a kísérleti állomás látható)

## További irodalom
- Nagy Gergely: Kertvárosunk, a Wekerle, F. Szelényi Ház Művészeti és Kiadói Bt., Budapest, 2001, ISBN 963-8210-02-8